# Melissodes snowii
Melissodes snowii är en biart som beskrevs av Cresson 1878. Melissodes snowii ingår i släktet Melissodes och familjen långtungebin. Inga underarter finns listade i Catalogue of Life.